# Меморіал Пауля Кереса

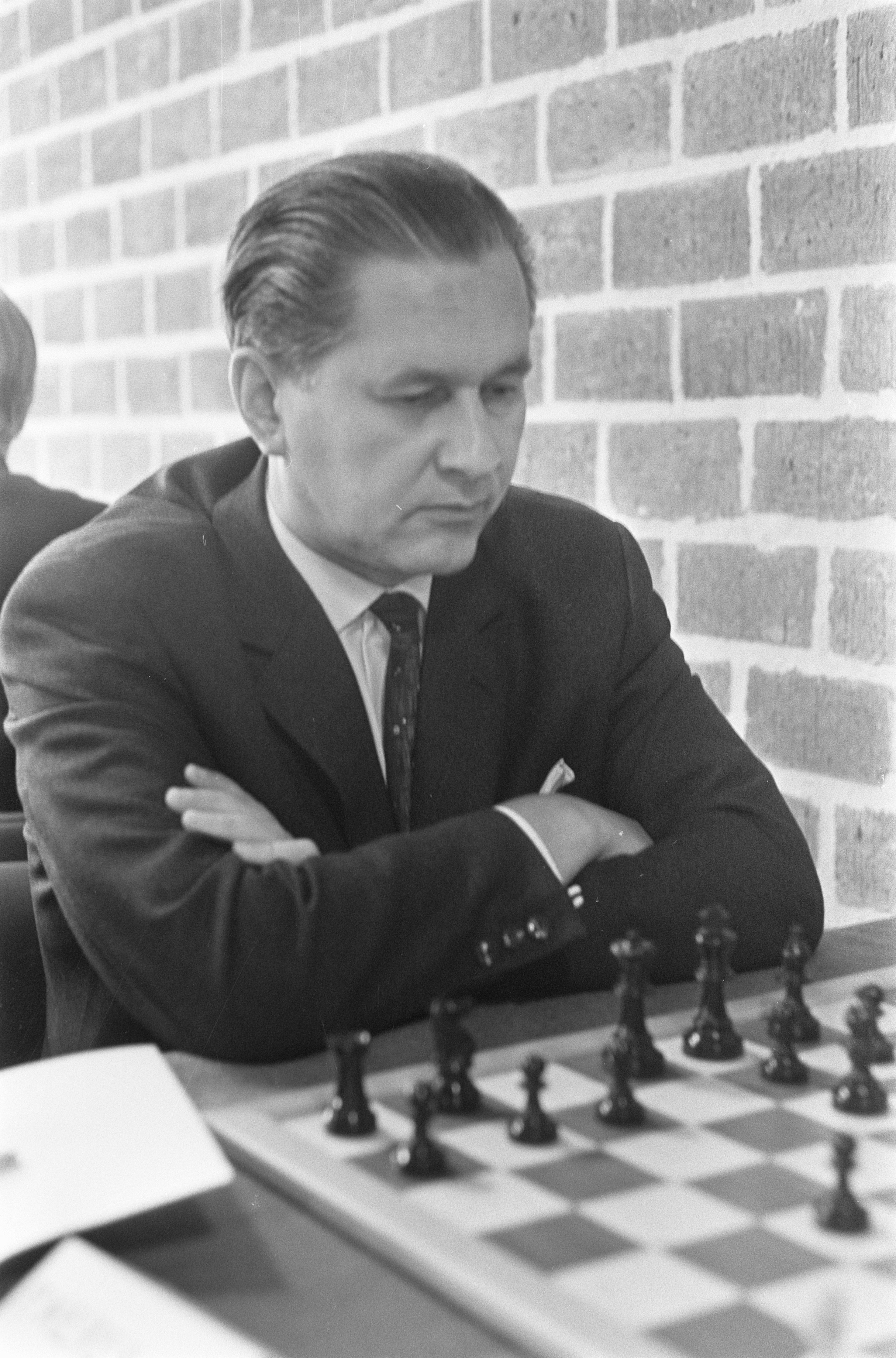
Пауль Керес

Меморіал Пауля Кереса — серія шахових турнірів, які проводяться на честь естонського гросмейстера Пауля Кереса (1916-1975). Зазвичай вони відбуваються у Ванкувері (Канада) і Таллінні (Естонія).
Щорічний міжнародний шаховий турнір проводиться в Таллінні щороку починаючи з 1969-го. Керес виграв цей турнір в 1971 і 1975 роках. Починаючи з 1977 року, після смерті шахіста, він називається Меморіал Пауля Кереса. Починаючи з 1991 року турнір проводиться щорічно і перетворився на змагання зі швидких шахів. З 1999 року цей турнір також мав жіночу секцію. За останні двадцять років, крім цього швидкого турніру, кілька інших меморіальних турнірів відбулись на честь Кереса.
1975 року Керес виграв турнір у Ванкувері. Це був його останній турнір, а на зворотному шляху до рідної Естонії він помер від серцевого нападу. Відтоді у Ванкувері проводиться щорічний меморіальний турнір на його честь.

## Таллінн

### Tallinn International
Tallinn International проходив кожні два роки з 1969 по 1989 рік. Починаючи з 1977 року він називається на честь Кереса.
| #  | Рік  | Переможець                                |
| -- | ---- | ----------------------------------------- |
| 1  | 1969 | Леонід Штейн                              |
| 2  | 1971 | Михайло Таль Пауль Керес                  |
| 3  | 1973 | Михайло Таль                              |
| 4  | 1975 | Пауль Керес                               |
| 5  | 1977 | Михайло Таль                              |
| 6  | 1979 | Тигран Петросян                           |
| 7  | 1981 | Михайло Таль                              |
| 8  | 1983 | Михайло Таль Рафаель Ваганян              |
| 9  | 1985 | Сергій Долматов                           |
| 10 | 1987 | Михайло Гуревич                           |
| 11 | 1989 | Георгій Тимошенко Лембіт Олль Яан Ельвест |

### Tallinn Rapid
Починаючи з 1991 року Tallinn international замінили на щорічній турнір зі швидких шахів. З 1999 року турнір мав окрему жіночу секцію.
| #      | Рік  | Переможець                                        | Жіноча секція                 |
| ------ | ---- | ------------------------------------------------- | ----------------------------- |
| 1      | 1991 | Анто Реммель                                      |                               |
| 2      | 1992 | Леонід Юдасін                                     |                               |
| 3      | 1993 | Яан Ельвест                                       |                               |
| 4      | 1994 | Віктор Корчной                                    |                               |
| 5      | 1995 | Лембіт Олль                                       |                               |
| 6      | 1996 | Василь Іванчук                                    |                               |
| 7      | 1997 | Віктор Гавриков                                   |                               |
| 8      | 1998 | Суат Аталик Лембіт Олль                           |                               |
| 9      | 1999 | Віктор Гавриков                                   | Тетяна Степовая               |
| 10     | 2000 | Василь Іванчук                                    | Тетяна Степовая               |
| 11     | 2001 | Ян Тімман                                         | Вікторія Чміліте              |
| 12     | 2002 | Віктор Гавриков                                   | Дана Рейзнісе                 |
| 13     | 2003 | Олександр Морозевич                               | Піа Крамлінг                  |
| 14     | 2004 | Олексій Широв                                     | Майя Чибурданідзе             |
| 15     | 2005 | Олексій Широв                                     | Катерина Ковалевська          |
| 16     | 2006 | Василь Іванчук Анатолій Карпов Рустам Касимджанов | Ілзе Берзіня                  |
| 18[16] | 2008 | Володимир Малахов                                 | Ілзе Берзіня Вікторія Чміліте |
| 19     | 2009 | Олексій Дрєєв Василь Ємелін                       | Елізабет Петц[17]             |
| 20     | 2011 | Олексій Широв                                     |                               |
| 21     | 2012 | Олексій Широв                                     |                               |
| 22     | 2013 | Олексій Широв                                     |                               |
| 23     | 2014 | Ігор Коваленко                                    |                               |
| 24     | 2015 | Сергій Тівяков                                    |                               |
| 25     | 2016 | Ігор Коваленко                                    |                               |
| 26     | 2017 | Ігор Коваленко[18]                                |                               |
| 27     | 2018 | Максим Чигаєв[19]                                 |                               |
| 28     | 2019 | Володимир Онищук[20][21]                          |                               |
| 29     | 2020 | Юрій Кузубов[22]                                  |                               |
| 30     | 2021 | Пауліус Пултінєвічіус[23]                         |                               |

### Keres Memorial Festival
У 1990-ті роках було кілька меморіалів Кереса в Таллінні, де грали за класичним контролем часу. Ці турніри, судячи з усього, проводилися нерегулярно. Нині існує щорічний  Меморіальний фестиваль Кереса, який стартував в 2004 році, з особливим Рапід-турніром, у якому одним з переможців був Вішванатан Ананд. Також в його рамках існує турнір з класичним контролем часу, переможців якого за 2004 та наступні роки, перераховано нижче. Склад його учасників помітно слабший, ніж у Рапіді.
| Year | Переможець                  |
| ---- | --------------------------- |
| 2004 | Кайдо Кюлаотс Артем Смірнов |
| 2005 | Мееліс Канеп                |
| 2006 | Михайло Ричагов             |
| 2007 | Георгій Тимошенко           |
| 2008 | Василь Ємелін               |
| 2010 | Олав Сепп[37]               |
| 2014 | Олександр Данін[38]         |